# Робін Казінс
Робін Казінс  (англ. Robin Cousins, 17 серпня 1957) — британський фігурист, олімпійський чемпіон.

## Виступи на Олімпіадах
| Олімпіада        | Дисципліна       | Місце |
| ---------------- | ---------------- | ----- |
| Інсбрук 1976     | одиночний розряд | 10    |
| Лейк-Плесід 1980 | одиночний розряд | 1     |

## Зовнішні посилання
- Досьє на sport.references.com